# アルベマール (装甲艦)
CSS アルベマール （Albemarle）は、南北戦争中のアメリカ連合国海軍（南軍）の蒸気駆動装甲艦で近代式衝角を有していた。アルベマールは、ノースカロライナ州の町および湾の名前だが、それらはカロライナ植民地の所有者の一人であった初代アルベマール公ジョージ・マンクに由来している。

## 建造
1862年3月6日-3月9日に行われたハンプトン・ローズ海戦において、南軍の装甲艦CSS バージニアは、木造艦で構成されていた北軍の封鎖艦隊に勝利した。この勝利により衝角付き装甲艦の攻撃能力を評価したアメリカ連合国海軍省は、1862年4月16日、当時19歳であったノースカロライナ州エリザベス・シティ（Elizabeth City）のギルバート・エリオット（Gilbert Elliott）中尉と、新造装甲艦の建造契約を結んだ。エリオットは、バージニアより小型ではあるが、ノースカロライナ沿岸において北軍の戦闘艦を撃破する砲艦建造の責任者となった。
エリオットが結んだ契約では、この衝角艦を建造する場所は自由に選べることになっていたため、プランテーションの所有者であったピーター・スミスの協力を得て、ロアノーク川（Roanoke River）上流のエドワード・フェリーと呼ばれる場所（現在のスコットランド・ネック（Scotland Neck）の近く）のトウモロコシ畑に小さな造船所を建設した。スミスは造船所の管理者に任命された。川の水深は浅く、北軍の砲艦が接近することはできず、建造中に破壊される恐れはなかった。エリオットの詳細なスケッチに基づいて、連合国海軍の主席造船技師であるジョン・ポーター（John L. Porter）が、30度に傾斜した8面の装甲板で構成される砲郭に大砲を収納し、前部に衝角を持つ砲艦の設計図を描いた。砲郭内には6.4-インチ (160 mm)の旋回式ブルック砲が、前後に1門ずつ搭載された。双方とも、砲郭に開けられた3箇所の砲門から砲撃が可能であった。6箇所の砲門は重い鉄のシャッターで防御されていた。エリオットが製造した2基の200 hp (150 kW)蒸気機関で2軸の3枚スクリューを駆動した。
建造は1863年1月に開始され、翌年中も作業が続いた。この噂が近くに駐屯していた北軍部隊の注意を引いた。彼らは陸軍省に対して、後にアルベマールと呼ばれる装甲艦破壊のための遠征隊を派遣するよう要請した。しかし陸軍省はこのような任務のために予備の部隊は無いと判断した。後にこれは非常に近視眼的な判断であったことが分かる。

## 武装
アルベマールは2門の6.4-インチ (160 mm)ブルック砲を搭載していた。二重帯補強型で重量は12,000ポンド (5,400 kg)以上あり、他の関連器具と共に旋回台に載せられていた。2門とも砲郭の中央線に置かれており、1門は前方、1門は後方を射撃可能で双方共に射界は左右180度あった。射撃の際には、それぞれに対して3箇所ある砲門の何れかを使用するか、あるいは側面に移動させることも可能であった。搭載しているブルック砲は、榴弾、対人キャニスター弾、ぶどう弾の他、北軍の装甲艦に対抗するために錬鉄製の徹甲弾も搭載していた。

## ロアノーク川での戦歴

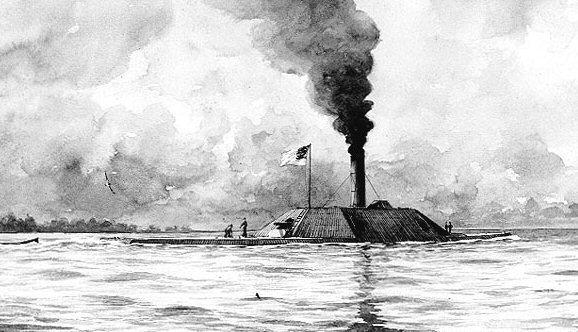
CSSアルベマール

1864年4月、就役したアルベマールはジェームズ・クック（James W. Cooke）大佐の指揮の下、ノースカロライナ州プリマス（Plymouth）へ向かってロアノーク川を下った。与えられた任務は、ロアノーク川の北軍の船舶を掃討し、ロバート・ホーク（Robert Hoke）少将の旅団によるプリマスの要塞への攻撃を可能にすることであった。アルベマールは街の上流約3マイルの地点に碇を下ろし、パイロットのジョン・ロック（John Lock）は2人の水兵と共に小型ボートに乗って水深を測った。北軍はスローフェア・ギャップ（Thoroughfare Gapに）阻害物を沈めていたが、そこから水面までは10フィートの余裕があった。クック大佐は直ちに出動を命じ、水路の中央を通って、無事に阻害物を通過した。ウォーレン・ネックとボイルズ・ミルの北軍要塞からの射撃は、アルベマールの装甲によって跳ね返された。
しかしながら、USS マイアミ（USS Miami）とUSS サウスフィールド（USS Southfield）の2隻の外輪砲艦が、スパー（円材）と鎖でお互いをつなぎ、アルベマールの両側を通過することによって絡め捕ることを試みた。この攻撃を回避するため、クック大佐は右舷に舵を切り、川の南岸に危険なほど接近し、サウスフィールドの外側に逃れた。その後直ちに方向を変え、サウスフィールドに衝角攻撃を行った。アルベマールの衝角はサウスフィールドを捕らえ、しばらくしてサウスフィールドは回転するように沈没した。これにより、アルベマールは衝角を引き抜くことができた。
アルベマールがサウスフィールドへの衝角攻撃で動けなくなっている間に、マイアミが至近距離から榴弾で攻撃してきたが、アルベマールの傾斜装甲はこれを跳ね返し、砲弾はマイアミの艦上で炸裂した。この爆発で艦長のチャールズ・フラッサー（Charles W. Flusser）大佐は戦死した。マイアミの乗員はアルベマールへの接舷してこれを捕獲しようとしたが、アルベマールからマスケット銃による反撃を受けて失敗した。その後マイアミはアルベマール湾に脱出した。
ここにロアノーク川から北軍の艦艇は一掃され、アルベマールからの支援砲撃を得たホーク少将はプリマスへの攻撃を開始し、プリマスと近隣の要塞を陥とした。

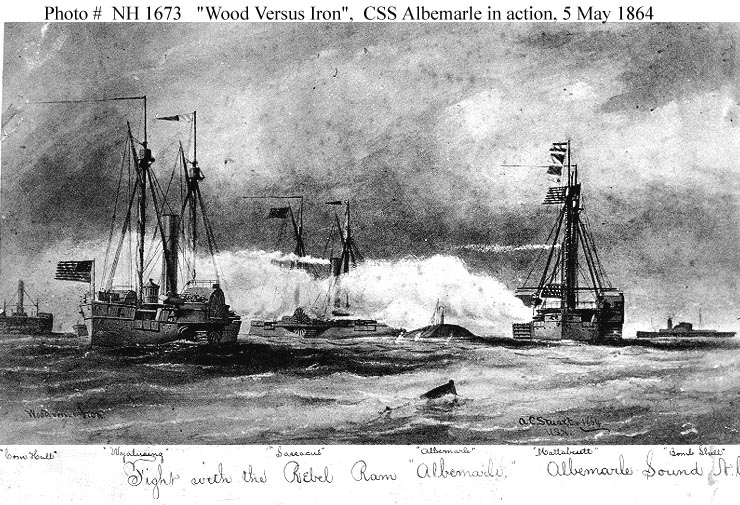
アルベマール湾の海戦、1864年5月5日。左からUSS コモドール・ハル（USS Commodore Hull）、USS ワイアルージング（USS Wyalusing）、USS ササカス（USS Sassacus）、アルベマール、USS マタベセット（USS Mattabesett）、CSS ボムシェル（CSS Bombshell）

5月5日、アルベマールと鹵獲したCSS ボムシェル（CSS Bombshell）は、兵士を乗せたCSS コットンプラント（CSS Cotton Plant）を護衛してロアノーク川を下っていた。そこで4隻の北軍軍艦、マイアミ、USS マタベセット（USS Mattabesett）、USS ササカス（USS Sassacus）及びUSS ワイアルージング（USS Wyalusing）、と遭遇した。4隻合計で、大砲の数は60門を超えていた。最初に発砲したのはアルベマールで、マタベセットの2門の100ポンドパロット砲の操作員6人に傷を負わせた。続いて、マタベセットに衝角攻撃を試みたが、これはかわされた。後続していたササカスは、舷側の 9インチ (229 mm) 及び100ポンド砲で攻撃ししてきたが、アルベマールはこれを跳ね返した。しかしながら、装甲を有しないボムシェルはササカスの砲弾で打ち抜かれ、北軍に降伏・鹵獲された。
ササカスのフランシス・ロー（Francis Asbury Roe）少佐は、400ヤード (370 m)の距離にアルベマールを認め、これに対して衝角攻撃を行うことを決めた。ササカスは全速でアルベマールの側面に直角に衝突した。ササカスの艦首の木材部分は粉々になり、ブロンズ製の衝角もねじり取られてしまったが、両艦ともに動けなくなってしまった。ササカスの船体はアルベマールのブルック砲に触れそうな位置にあったため、アルベマールの乗員は至近距離から2発の砲弾を発射し、一弾がササカスのボイラーを破壊した。、蒸気が船体中に吹き荒れたが、なんとかアルベマールから離れて大砲の射程外に出ることができた。マイアミは最初外装水雷を用いてアルベマールのスクリューか舵を破壊しようとしたが、いずれも失敗した。この戦いで500発以上がアルベマールに対して発射され、煙突と他の部分も損害を与えたが、ロアヌーク川を勝利者として航行し、翌朝にはプリマスに到着した。

## 沈没
アルベマールは1864年の夏の間、プリマスまでのロアヌーク川の確保に成功していた。秋になって、アメリカ合衆国政府は実行可能な作戦があるかの調査を行うことを決定した。北軍海軍はアルベマールを破壊するいくつかの案を考え、その中にはウィリアム・クッシング（William B. Cushing）大尉の二つの案も含まれていた。海軍は最終的にクッシングの案の一つを採用した。この案は彼自身が2隻の外装水雷を装備した小さな蒸気ランチを率いるというものであった。クッシングはニューヨークで建造中の30-フート (9.1 m)の哨戒艇2隻を見つけ、これを彼の任務のために確保した（艇の長さに関しては、45-47フィートとの説もある）。どちらの艇にも12ポンドダールグレン榴弾砲を備え付け、艇の先端水面下には14-フート (4.3 m)の長さのスパーを取り付けた。1隻はニューヨークからバージニア州ノーフォークまでの航海中に沈没してしまったが、もう1隻は7人の士官および乗員とともにロアノーク川河口に無事到着した。ここでスパーの先端に引き綱起爆式の水雷が取り付けられた。
10月27日から28日にかけての夜、クッシングと彼の部下は川を上流に向かって動き出した。小さなカッターを1隻随伴させていたが、カッターの乗員の任務は、沈没したサウスフィールドに係留されている南軍スクーナー上の歩哨からの妨害を阻止することであった。闇にまみれて、2隻ともにスクーナーに気づかれること無く、その脇を通過した。このため、クッシングは22名の部下全員を使って、アルベマールを奇襲・鹵獲することにした。

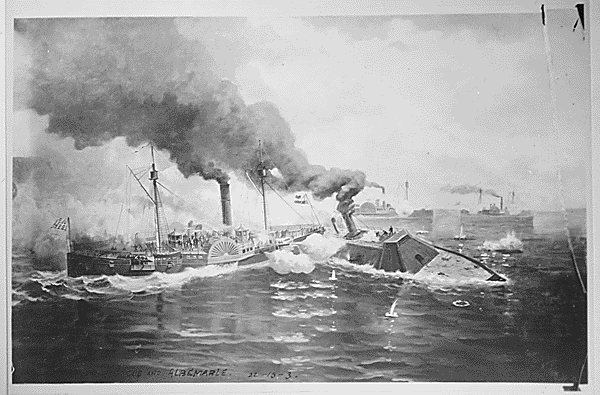
アルベマールとササカスの戦闘。1864年5月

彼らが南軍ドックに近づいたときその幸運は終わり、闇の中に位置がばれてしまった。河岸およびアルベマールから激しい小銃やピストルでの射撃があびせられた。哨戒艇がアルベマールに接近したとき、アルベマールが浮遊木材で防御されていることを発見した。しかしながら、何ヶ月も水中にあったために、木材の表面は付着物でドロドロになっており、哨戒艇は特に困難なくそれに乗り上げて通過することができた。スパー先端がアルベマールの船体に達すると、クッシングは艇の先端に立ち、引き綱を引いて水雷を爆発させた。
この爆発の衝撃ためクッシングと乗員は川に投げ出された。クッシングは軍服をほとんど脱いで河岸に泳ぎ着き、南軍の捜索隊から逃れるために翌日の日中はそこに隠れていた。午後になって、小さなボートを奪うことができ、自身の腕と手をオール代わりにして、河口の北軍陣営にもどるためにゆっくりと川を下り始めた。クッシングの逃避行は危険なものであり、捕まりそうになったこともあり、ほとんど溺死しそうになったこともあった。北軍陣営に無事帰還したとき、その困難のためクッシングは疲弊しきっていた。その大胆な功績のためクッシングは国民的英雄となった。他の乗員のうち、一人は脱出に成功、二人が爆発後に溺死し、残りは捕虜となった。
クッシングの大胆なコマンド攻撃のため、アルベマールの喫水部付近には「馬車が通り抜けられるほど」の穴が開いてしまった。アルベマールはすぐに沈み始め、6フィートの川底に着底した。川底は十分に固かったため、砲郭上部は水面上にあり、上部甲板の掲揚ポールにはアルベマールの大きな南軍海軍軍旗が翻っていた。南軍の指揮官で、1ヶ月前にアルベマールの艦長に任命されていたアレクサンダー・ウォーレイ（Alexander F. Warley）は、後にアルベマールのブルック砲と砲弾をプリマス防衛のために引き揚げている。
クッシング大尉は、アルベマールの無力化に成功したことにより、海軍からバトルスター賞を授与された。

## 引き揚げとその後
プリマス間落後、合衆国海軍はアルベマールを引き揚げ、船体の穴を一時的に塞いだ。戦争終了後、砲艦セレス（USS Ceres）がノーフォーク海軍造船所までアルベマールを曳航し、1865年4月27日に到着した。6月7日、船体修理の命令が出され、しばらく後にアルベマールは乾ドックに入れられた。工事は8月14日に完了した。2週間後、アルベマールはワシントンの捕獲審判所の価値見積もりを受けた。ノーフォークでは稼動可能状態で係留されていたが、1867年10月15日に競売にかけられるまで軍務に服することは無かった。落札したのは、J. N. Leonard and Companyであった。その後の消息は不明であるが、おそらくは売却のために解体されたものと思われる。6.4-インチ (160 mm)ブルック砲のうち1門は、ノーフォーク海軍基地の大西洋軍司令部に展示してある。煙突はノースカロライナ州エリザベス・シティ（Elizabeth City）のアルベマール博物館に展示してある。
捕獲審判所の判断
| 日付 | 艦種   | 捕獲物名称   | 総価値     | 経費      | 残存価値   | 判定場所   | 第4監査人への送付日 | 捕獲者                       |
| ---- | ------ | ------------ | ---------- | --------- | ---------- | ---------- | ------------------- | ---------------------------- |
|      | 衝角艦 | アルベマール | $79,944.00 | $2,645.30 | $77,298.70 | ワシントン | 1865年8月28日       | クッシング少佐およびその部下 |

## レプリカ
全長63フィート（19.2m）の、3/8サイズのアルベマールのレプリカが2002年4月からプリマスのプリマス港博物館の近くに係留されている。このレプリカは自走可能である。毎年4月最後の週末（Living History Weekend）には、このアルベマールのレプリカはロアノーク川を航行している 。

## 参考資料
- この記事はアメリカ合衆国政府の著作物であるDictionary of American Naval Fighting Shipsに由来する文章を含んでいます。
- Maritime History and Naval Heritage Web Site
- Campbell, R. Thomas. Rebel Fire: Exploits of the Confederate Navy (Chapters 8 and 9). Burd Street Press, 1997. ISBN 1-57249-046-2.
- Elliott, Gilbert. Her Construction and Service; Holden, Edgar, The "Albemarle" and the "Sassacus"; Cushing, W. B., Commander, The Destruction of the "Albemarle"; Warley, A. P., Note by her Captain. The Century Magazine, Vol. XXXVI, New Series Vol. XIV, The Century Co., New York, NY, May–October 1888. Pre-ISSN era. (A grouping of four interconnected articles published together as The Career of the Confederate Ram "Albemarle".)
- Elliott, Robert G. Ironclad of the Roanoke: Gilbert Elliottt's Albemarle. White Mane Publishing, 1994. ISBN 0-942597-63-X.
- Hinds, John W. The Hunt for the Albemarle: Anatomy of a Gunboat War. Burd Street Press, 2002. ISBN 978-1-57249-216-5.
- Madaus, H. Michael. "Rebel Flags Afloat: A Survey of the Surviving Flags of the Confederate States Navy, Revenue Service, and Merchant Marine." The Flag Bulletin magazine #115, January–April, 1986, Flag Research Center, Winchester, MA. ISSN 0015-3370. (Special 80-page booklet, with Index, devoted entirely to surviving Confederate naval flags.)
- Porter, David D. The Naval History of the Civil War Castle, Secaucus, NJ, 1984, ISBN 0-89009-575-2.
- Silverstone, Paul H. (2006). Civil War Navies 1855–1883. The U.S. Navy Warship Series. New York: Routledge. ISBN 0-415-97870-X
- Still, William N., Jr. (1985). Iron Afloat: The Story of the Confederate Armorclads (Reprint of the 1971 ed.). Columbia, South Carolina: University of South Carolina Press. ISBN 0-87249-454-3

## その他資料
- Edwards, E. M. H., Commander William Baker Cushing, F. Tennyson Neely Publisher, London & New York, 1898. Pre-ISBN era.
- Roske, Ralph and Van Doren, Charles, Lincoln's Commando: The Biography of Commander W. B. Cushing, USN, Harper Brothers, New York, (First Edition) 1957. Pre-ISBN era.
- Roske, Ralph, Cushing, W. B., and Van Doren, Charles, Lincoln's Commando: The Biography of Commander W. B. Cushing, USN, (Revised and Expanded Edition), Naval Institute Press, 1995. ISBN 1-55750-737-6.
- Schneller, Jr., Robert J., Cushing: Civil War Seal (Brassey's Miltitary Profiles), Potomic Books, 2003. ISBN 978-1-57488-696-2.